# Liste der Baudenkmäler in Heiden (Münsterland)
Die Liste der Baudenkmäler in Heiden (Münsterland) enthält die denkmalgeschützten Bauwerke auf dem Gebiet der Gemeinde Heiden im Kreis Borken in Nordrhein-Westfalen (Stand: Januar 2021). Diese Baudenkmäler sind in der Denkmalliste der Gemeinde Heiden eingetragen; Grundlage für die Aufnahme ist das Denkmalschutzgesetz Nordrhein-Westfalen (DSchG NRW).

## Allgemein
- Bild: Bild des Kulturdenkmals, ggf. zusätzlich mit einem Link zu weiteren Fotos des Kulturdenkmals im Medienarchiv Wikimedia Commons
- Bezeichnung: Name des Kulturdenkmals
- Lage: Straßenname und Hausnummer oder Flurstücknummer des Kulturdenkmal, gegebenenfalls auch den Ortsteil. Die Grundsortierung der Liste erfolgt nach dieser Adresse. Der Link (Karte) führt zu verschiedenen Kartendiensten mit der Position des Kulturdenkmals. Fehlt dieser Link, wurden die Koordinaten noch nicht eingetragen. Sind diese bekannt, können sie über ein Tool mit einer Kartenansicht einfach nachgetragen werden. In dieser Kartenansicht sind Kulturdenkmale ohne Koordinaten mit einem roten bzw. orangen Marker dargestellt und können durch Verschieben auf die richtige Position in der Karte mit Koordinaten versehen werden. Kulturdenkmale ohne Bild sind an einem blauen bzw. roten Marker erkennbar.
- Beschreibung: Kurzcharakteristik des Kulturdenkmals
- Bauzeit: Baubeginn, Fertigstellung, Datum der Erstnennung oder grobe zeitliche Einordnung entsprechend des Eintrags in der zuständigen Denkmaldatenbank
- Eingetragen seit: Datum der Erfassung in der zuständigen Denkmaldatenbank

## Baudenkmäler
| Bild                                  | Bezeichnung                           | Lage                                                                                          | Beschreibung | Bauzeit        | Eingetragen seit  | Denkmal- nummer |
| ------------------------------------- | ------------------------------------- | --------------------------------------------------------------------------------------------- | --- | -------------- | ----------------- | --------------- |
| Bildstock „Ebbing-Lohaus“             | Bildstock „Ebbing-Lohaus“             | Ecke Stegger Straße/Lammersfeld                                                               | Sandsteinbildstock des münsterländischen Typs aus dem frühen 18. Jahrhundert. Rechtecksockel mit deutscher Gebetsinschrift. Abgesetzte seitliche Voluten. Über kräftiger Deckplatte Rechtecknische mit Wangen und darüber verkröpftem Rundgiebel mit aufgelegten Kartuschen (leer). Kreuzabschluss nur teilweise erhalten. Vorderseitenrelief mit dem kreuztragenden Christus. Rückseitenrelief mit Verkündigung an Maria sehr stark verwittert, an dieser Seite die Sockelinschrift fast vollständig zerstört. Zu der künstlerisch qualitätsvollen Barockgruppe von Bildstöcken aus Baumberger Sandstein gehörig. Ehemalige Kreuzwegstation, aus Billerbeck hierher gebracht. (Verzeichnis des zu schützenden Kulturgutes in der Gemeinde Heiden, Juni 1981, vom Westf. Amt für Denkmalpflege) | frühes 18. Jh. | 31. Mai 1983      | 1               |
| St.-Annen-Statue                      | St.-Annen-Statue                      | Am nördlichen Rand der Stegger Straße, in der Mitte zwischen Ramsdorfer Straße und Stegge     | An der schon 1860 genannten Fronleichnamsprozessionsstation 1901 erbaute kleine Rechteckkapelle mit Satteldach. Große Spitzbogenöffnung. Verputzt. Im Inneren Statue der Hl. Anna. Sie umfasst liebevoll die kindliche Maria, die vor ihr beim Lesen der Buchrolle sich an Anna schmiegt. Für diese Zeit verhältnismäßig empfindsame und doch künstlerisch gute Erfassung dieses Themas. Im Altarsockel Inschrift eines Gebetes. (Verzeichnis des zu schützenden Kulturgutes in der Gemeinde Heiden, Juni 1981, vom Westf. Amt für Denkmalpflege) | 1901           | 31. Mai 1983      | 2               |
| Kruzifix „Heling genannt Kortbus“     | Kruzifix „Heling genannt Kortbus“     | Stegger Straße, Abzweig „Karhasch“                                                            | Um 1880 ursprünglich an den Standorten Velener Str./Josefstr. Gesetztes neugotisches Steinkreuz auf Rechtecksockel mit Inschriften. Rückseite: Heling gt. Kortbus. Stark verwittert. Nach 1945 wurde der zerstörte Korpus durch den vom alten Hellmannschen Kreuz ersetzt. Bei der behutsamen Sanierung 1982/83 wurde der Korpus mit einem Holzkruzifix verbunden (Eiche) und an den heutigen Standort versetzt. (Verzeichnis des zu schützenden Kulturgutes in der Gemeinde Heiden, Juni 1981, vom Westf. Amt für Denkmalpflege) | Um 1880        | 31. Mai 1983      | 4               |
| Kreuzwegkapelle                       | Kreuzwegkapelle                       | Südlich des Uhlenweges zwischen Ostring und Ostricker Berg inmitten eines kleinen Waldstückes | Am Ende des Prozessionsweges im Gehölz gelegen. Dreiseitig geschlossene Backsteinkapelle mit Spitzgiebel und pappegedecktem Dach. Die spitzbogige Sandsteinarkade wurde offensichtlich wiederverwandt (vielleicht von der gotischen abgebrochenen Dorfkirche stammend?) Im Inneren hölzerne Pliestertonne, noch in barocker Tradition. Die hölzerne Altarmensa aus barocken Teilen zusammengesetzt. Einfache Kreuzigungsgruppe aus dem späten 19. Jahrhundert darauf stehend. (Verzeichnis des zu schützenden Kulturgutes in der Gemeinde Heiden, Juni 1981, vom Westf. Amt für Denkmalpflege) |                | 31. Mai 1983      | 5               |
| Bildstock „St. Bonifatius“            | Bildstock „St. Bonifatius“            | Ecke Beethovenstraße/Schubertstraße                                                           | Bildstock aus der abgebrochenen Pfarrkirche am Alten Kirchplatz. Sandstein, um 1880, Heiliger Bonifatius. Nach Restaurierung 1985 am heutigen Standort an einem gemauerten Sockel angebracht. (Verzeichnis des zu schützenden Kulturgutes in der Gemeinde Heiden, Juni 1981, vom Westf. Amt für Denkmalpflege) | um 1880        | 3. September 1985 | 6               |
| „Marienfigur“                         | „Marienfigur“                         | Ecke Marienstraße/Knufdrees                                                                   | Muttergottes mit dem heiligen Dominikus, der von 1170 bis 1221 in Spanien lebte (Gründer des Dominikanerordens). Sandstein, um 1880, Figurengruppe aus der abgebrochenen Pfarrkirche am Alten Kirchplatz. Nach Restaurierung 1985 am heutigen Standort auf gemauertem Rechtecksockel aufgestellt. (Verzeichnis des zu schützenden Kulturgutes in der Gemeinde Heiden, Juni 1981, vom Westf. Amt für Denkmalpflege) | um 1880        | 3. September 1985 | 8               |
| „Bennings Kreuz“                      | „Bennings Kreuz“                      | auf freiem Feld an der Ecke Drögen Bokelt/Sölling                                             | Neugotisches Sandsteinkreuz von großen Abmessungen auf Rechtecksockel. Aus Dank für die glückliche Heimkehr aus dem Kriege von den Brüdern Benning 1875 gesetzt. (Verzeichnis des zu schützenden Kulturgutes in der Gemeinde Heiden, Juni 1981, vom Westf. Amt für Denkmalpflege) | 1875           | 17. Februar 1987  | 9               |
| Bildstock/Kruzifix „Wissing-Horstick“ | Bildstock/Kruzifix „Wissing-Horstick“ | Neuer Weg 10                                                                                  | Aus der früheren Heidener Pfarrkirche stammend. Nische von 1875 ersetzt. Darin Holzkruzifix des 18. Jahrhunderts. Ausdrucksvolle ländliche Arbeit. Der Korpus nach Beschädigungen 1904 zusammengesetzt und weiß gefasst. (Verzeichnis des zu schützenden Kulturgutes in der Gemeinde Heiden, Juni 1981, vom Westf. Amt für Denkmalpflege) |                | 17. Februar 1987  | 10              |
| „Hagelkreuz Tacke“                    | „Hagelkreuz Tacke“                    | Hofrand, Ecke Drögen Bokelt/Bökenholt                                                         | Backsteinsockel und Kreuz verändernd erneuert. Am hölzernen Kreuz ursprünglich vier Voluten zwischen den Kreuzarmen angeordnet. Der mehrfach überstrichene weißgefasste Korpus ist eine ländliche barocke Arbeit. Holz, 18. Jahrhundert. (Verzeichnis des zu schützenden Kulturgutes in der Gemeinde Heiden, Juni 1981, vom Westf. Amt für Denkmalpflege) | 18. Jh.        | 17. Februar 1987  | 11              |
| Mühlenstumpf                          | Mühlenstumpf                          | Ramsdorfer Str. 2, Flur 3, Flurstück 365                                                      | Konischer Mühlenstumpf aus Backstein mit Zementputz. Die Mühlenhaube fehlt. Der Mühlenstumpf stellt das Rudiment einer Turmholländer-Windmühle ohne Umgang aus dem 19. Jahrhundert dar. | 19. Jh.        | 18. Oktober 1988  | 12              |
|                                       | Bildstock/Kruzifix „Dienbergs Hecke“  | Borkener Straße                                                                               | |                | 17. Februar 1987  | 13              |

## Gelöschte Baudenkmäler
| Bild | Bezeichnung              | Lage                                  | Beschreibung | Bauzeit | Eingetragen seit  | Denkmal- nummer |
| ---- | ------------------------ | ------------------------------------- | ------------ | ------- | ----------------- | --------------- |
|      | Kruzifix Osterkamp       | Ecke Ramsdorfer Straße/Stegger Straße | abgebaut     |         | 31. Mai 1983      | 3               |
|      | Bildstock „St. Ludgerus“ | Ecke Ramsdorfer Straße/Velener Straße | abgebaut     |         | 3. September 1985 | 7               |